# 警視庁公安・J
『警視庁公安J』（けいしちょうこうあん ジェイ）は、鈴峯紅也の警察小説シリーズ。

## 概要
警視庁公安部に所属する“小日向 純也”を主人公にテロ事件等、日本国内には公に出来ない事件を『警視庁公安部公安総務課庶務分室』通称、“J分室”の極小メンバーで解決していく模様を描く。

## 主要人物
小日向 純也（こひなた じゅんや）
本シリーズの主人公。通称は、『分室長』。1982年10月22日生まれ。母方の父親の血筋がトルコであるクオーター。父親は、現職の内閣総理大臣であり、KOBIX（旧・小日向重化学工業）の筆頭株主である、小日向 和臣。母親は、トルコ人の父（ファジル・カマル）と日本人の母（芦名春子）との間に生まれた女優の芦名ヒュリア香織（故人）。4歳年上の兄（和也）がいる。現在は、母方の祖母である春子が国立市に所有する持ち家に居候している。カタールに住んでいたことや後に属するゲリラ部隊に所属していたこともあり英語やフランス語の他、トルコ語・アラビア語が堪能な上、卓越した戦闘能力を有している。
自身が３歳の時、父･和臣が外務省一等書記官として母・香織と共にカタールへ移住。6歳時の1988年、GCC（湾岸協力会議）への報復テロに遭遇、母・香織が死亡し、純也自身も行方不明となる。巨大なラグーンに放り出された為、ベドウィンに救われ一命を取り留める。その後の流れで、現地のベドウィンと2年間、生活を共にする。1990年に勃発した湾岸戦争の際に、それまで苦楽を共にした“家族”をスカッドミサイルによって失う。その後『育ての親』ともいうべき人物である、フランス人であり、フランス外人部隊の傭兵である“ダニエル・ガロア”と出会う。『飯と寝る場所は面倒を見る』との契約でそのままガロアの部隊に世話になる。純也はこの部隊で、ククリナイフの使い方や火薬の調合に、ロケットランチャーの使用方法など、多国籍なメンバー（フランス・エジプト・ドイツ・イギリスの男、アメリカ・エジプト・イタリア・アルゼンチンの女）から様々な知識を得ていく。
1992年、ガロア達とカンボジアへ赴き、ゲリラ戦の手ほどきを受ける。翌1993年、かつてカタールのテロ時に一緒だった“矢崎啓介”と再会。日本に帰国する。しかし、純也を待っていたのは小日向一族からの蔑視と敵意に満ちた視線であった。このままであれば「小日向の一族」から排除される運命であったが、父方の祖母である小日向 佳枝が「いつかいい物をあげる」と言い残し、2008年に他界。その内容はKOBIXの持ち株の配分であったが、孫である純也に多く配分される内容であった為、小日向一族は驚天動地となる。“相続の為、多少は市場に流すが、残りに関しては委任状を書いてもいい”という条件を父・和臣に突きつけ、奉職していた警視庁公安部内に、『公安総務課庶務分室』…通称『J分室』を設立させる。
鳥居 洋輔（とりい ようすけ）
『J分室』の主任。階級は警部。通称は『メイ』。（漫画家の鳥居明から）
犬塚 健二（いぬづか けんじ）
『J分室』メンバー。階級は警部補。通称は『シノ』。（南総里見八犬伝の犬塚信乃から）
猿丸 俊彦（さるまる としひこ）
『J分室』メンバー。階級は警部補。通称は『セリ』。（イタリア人風の顔つきをしているため、サッカーのセリエAから）
長島 敏郎（ながしま としろう）

矢崎 啓介（やざき けいすけ）